# Armagh (district)
Armagh is een voormalig district in Noord-Ierland, in het gelijknamige graafschap. Het is sinds 2015 deel van het district Armagh, Banbridge and Craigavon. Armagh telde in 2001 54.263 inwoners. De oppervlakte bedraagt 671 km², de bevolkingsdichtheid is 80,9 inwoners per km². Van de bevolking is 50,0% protestants en 48,7% katholiek.
Antrim · Ards · Armagh · Ballymena · Ballymoney · Banbridge · Belfast · Carrickfergus · Castlereagh · Coleraine · Cookstown · Craigavon · Derry (Londonderry) · Down · Dungannon en South Tyrone · Fermanagh · Larne · Limavady · Lisburn · Magherafelt · Moyle · Newry and Mourne · Newtownabbey · North Down · Omagh · Strabane